# 허수 단위

복소 평면에서의. 실수는 수평선에 놓이고, 허수는 수직선 위에 위치한다.

허수 단위(imaginary unit 또는 unit imaginary number) {\displaystyle i}는 제곱해서 -1이 되는 복소수를 말한다. 즉 이차 방정식 {\displaystyle x^{2}+1=0}을 만족하는 근 {\displaystyle x} 중 하나인 {\displaystyle {\sqrt {-1}}}를 {\displaystyle i}라 표기한다. 이러한 성질을 만족하는 실수는 존재하지 않으므로 {\displaystyle i}를 통해 실수 체계를 복소수 체계로 확장할 수 있다.(한편, 어떤 사람은 {\displaystyle -1^{2}=-1}이므로 {\displaystyle i=-1}라고 말하는 사람도 있는데, 이는 틀린 표현이다.) 이때 확장된 덧셈과 곱셈은 여전히 결합 법칙과 교환 법칙, 그리고 분배 법칙을 만족함을 알 수 있다. 복소수에서는 상수 아닌 모든 다항식이 적어도 한 개의 근을 가진다는 사실이 알려져 있다(대수적으로 닫힌 체 또는 대수학의 기본 정리 참조).
제곱해서 {\displaystyle -1}이 되는 복소수는 두 개, 즉 {\displaystyle i}와 {\displaystyle -i}가 있다. 따라서 영 아닌 모든 실수는 두 개의 복소수 제곱근을 갖는다. 한편 영은 한 개의 제곱근만을 갖는다.
전자공학 등의 분야에서는 전류의 기호로 {\displaystyle i}를 사용하기 때문에, 혼동을 피하기 위해 허수단위를 {\displaystyle j}로 표기하는 경우도 있다.
또한, {\displaystyle i}는 정확한 수로 표현할 수 없다.(그것은 {\displaystyle i}의 순서를 정할 수 없기 때문이다.)

## 정의
허수 {\displaystyle i}는 다음과 같이 제곱해서 {\displaystyle -1}이 되는 수로 정의한다.
{\displaystyle i^{2}=-1}   또는 {\displaystyle i={\sqrt {-1}}}
위의 정의로부터 간단한 계산을 통하여 {\displaystyle i}와
{\displaystyle -i} 모두 {\displaystyle -1}의 제곱근임을 알 수 있다. 그러나 제곱근 -1이라는 표현은 어디에서도 찾아볼 수 없다. {\displaystyle i}와 {\displaystyle -i} 중에서 양수를 찾아야 하는데 순서체는 실수에서만 정의되기 때문이다.(정확하게, -1의 제곱근이라는 표현도 쓸 수 없다. 일상생활에서는 허수나 허수단위라고 하면 된다.)
직관적으로 허수를 받아 들이기에 실수보다 어렵지만
수학의 관점에서 허수를 만드는 과정은 완벽하다.
수식을 다룰 때 {\displaystyle i}를 미지수로 여기고,
{\displaystyle i^{2}}이 나타나면 정의를 이용하여 {\displaystyle -1}로
바꾸는 것을 통해 실수의 연산을 허수 그리고 복소수로 확장할 수 있다.
{\displaystyle i}의 세제곱, 네제곱, 다섯제곱 등은 다음과 같이 바꿀 수 있다.
{\displaystyle i^{3}=i^{2}i=(-1)i=-i}
{\displaystyle i^{4}=i^{3}i=(-i)i=-(i^{2})=-(-1)=1}
{\displaystyle i^{5}=i^{4}i=(1)i=i}
또한, 임의의 0이 아닌 실수처럼 다음이 성립한다.
{\displaystyle i^{0}=i^{1-1}=i^{1}i^{-1}=i^{1}{\frac {1}{i}}=i{\frac {1}{i}}={\frac {i}{i}}=1}
복소수로서 {\displaystyle i}를 직교 형식으로 나타내면 {\displaystyle 0+i}로
1 단위의 허수 성분을 갖고 실수 성분은 영이다.
극 형식으로 {\displaystyle i}를 나타내면 {\displaystyle 1e^{i\pi /2}}이다.
즉, 절대값(또는 크기)가 {\displaystyle 1}이고 편각(또는 각)이 {\displaystyle {\pi }/{2}}이다.
복소 평면에서 {\displaystyle i}는 원점으로부터 허수 축(실수 축과 직각을 이루는)을
따라 {\displaystyle 1} 단위의 위치에 있는 점이다.

## i그리고−i
이차 방정식 {\displaystyle x^{2}=-1}은 중근을 갖지 않고 서로 다른 두 근을 갖는다.
이 두 근은 동등한 자격을 가지고 각각이 서로 다른 근의 덧셈과 곱셈의 역원이다.
좀 더 정확하게 방정식의 한 근 {\displaystyle i}가 주어지면 {\displaystyle i}와는 다른 값인 {\displaystyle -i}도
근이 된다.
방정식이 {\displaystyle i}의 정의로 주어졌기 때문에 {\displaystyle i}의 정의는
모호해 보인다(정확하게는 잘 정의된 것이 아니다).
그러나, 근 중의 하나를 골라 {\displaystyle i}라 하고 다른 근을 {\displaystyle -i}라 하면
모호함이 사라진다.
이러한 이유는 {\displaystyle -i}와 {\displaystyle i}가 양적으로 똑같지는 않지만(두 수는 각각 서로 다른 수의 음수),
{\displaystyle -i}와 {\displaystyle i}를 대수적으로 구별할 수 없기 때문이다.
두 허수는 제곱해서 {\displaystyle -1}이 되는 수로서 동등한 자격을 갖는다.

## 성질
- {\displaystyle i^{4n+1}=i}
- {\displaystyle i^{4n+2}=-1}
- {\displaystyle i^{4n+3}=-i}
- {\displaystyle i^{4n}=1} (이상, n은 정수)
- {\displaystyle {\sqrt {i}}={\frac {\sqrt {2}}{2}}(1+i)}
- {\displaystyle {\sqrt {-i}}={\frac {\sqrt {2}}{2}}(-1+i)}

## 오일러 공식
허수 단위를 e의 지수에 넣었을 때의 값을 계산하는 공식이 있다. 이를 오일러 공식이라 한다. 오일러 공식은 다음과 같다.
{\displaystyle e^{i\theta }=\cos(\theta )+i\sin(\theta )}
그로부터 다음과 같은 공식도 얻을 수 있다.
{\displaystyle x^{i\theta }=\cos({\theta \ln x})+i\sin({\theta \ln x})}
{\displaystyle {\sqrt[{i\theta }]{x}}=x^{{1} \over {i\theta }}=\cos({{\ln x} \over {\theta }})-i\sin({{\ln x} \over {\theta }})}

## 계승
허수 단위 {\displaystyle i}에 대한 계승 (수학) {\displaystyle i!}은 감마 함수로 표현될 수 있다.
{\displaystyle i!=\Gamma (1+i)\approx 0.4980-0.1549i}
{\displaystyle i!}의 절댓값은 다음과 같이 나타낼 수 있다.
{\displaystyle \left\vert i!\right\vert ={\sqrt {\pi  \over {\sinh \pi }}}}

## i의 i제곱
오일러 공식
{\displaystyle e^{i\theta }=\cos(\theta )+i\sin(\theta )}
에 {\displaystyle \theta ={\frac {\pi }{2}}+2\pi n} (여기서 n은 정수)를 대입하면
{\displaystyle e^{i({\frac {\pi }{2}}+2\pi n)}=\cos({\frac {\pi }{2}}+2\pi n))+i\sin({\frac {\pi }{2}}+2\pi n))=0+1i=i}
이 된다. 이제 양변에 i제곱을 취하면 지수법칙에 의해
{\displaystyle i^{i}=e^{i\cdot i({\frac {\pi }{2}}+2\pi n))}}
이라고 할 수 있다.(복소수에서 지수법칙을 사용하기 위해서는 보다 엄밀한 논증을 거쳐야 하지만, 이곳에서는 그냥 넘어가기로 한다.)
정의에 의해 {\displaystyle i\cdot i=-1}이므로,
{\displaystyle i^{i}=e^{-{\frac {\pi }{2}}-2\pi n}}
을 얻는다.
여기에 주 분지인 {\displaystyle n=0}을 대입한다면, {\displaystyle i^{i}}의 수치적 값은 다음과 같이 계산된다.
{\displaystyle i^{i}=e^{-{\frac {\pi }{2}}}={\frac {1}{\sqrt {e^{\pi }}}}\approx 0.207879576...} (OEIS의 수열 A049006)
모든 가능한 분지에 대해, {\displaystyle i^{i}}의 값은 실수이며, 또한 초월수이다.

## 같이 보기
- 복소수